# 청자 유개항아리
청자 유개 항아리(靑磁 有蓋壺)는 조선의 청자 뚜껑 덮인 항아리이다. 1991년 1월 25일 대한민국의 보물 제1071호로 지정되었다.

## 개요
조선시대 만들어진 청자 항아리로 높이 23.4cm, 아가리 지름 10.8cm, 밑지름 12.3cm이다.
항아리는 아가리부분을 둥글게 말아 붙였으며, 어깨 부위가 급격히 벌어졌다가 서서히 좁아진 형태이다. 높이에 비해 몸통이 넓어 양감이 느껴진다. 뚜껑은 꽃봉오리 모양의 꼭지에 낮게 층진 모양을 하고 있고, 아가리부분이 도톰하게 되어있다. 전면에 청자유약을 발랐는데, 고르지 않아 색이 약간 얼룩져있다.
이 청자 항아리는 항아리나 뚜껑의 형태가 조선 전기의 백자 항아리와 같다.

## 특징
청자 유개항아리는 입 부분이 둥글게 말렸고, 어깨에서 팽창되어 몸통 윗 부분에서 중심을 이루었다가 좁아져 세워졌다. 뚜껑은 윗면 중앙에 보주형(寶珠形)의 꼭지가 있고, 그 주위에 낮은 층단이 있으며 접시를 엎어놓은 것과 같다.
굽 다리에는 굵은 모래를 받쳐 구운 흔적이 남아 있다.
태토는 백자의 백색 태토이며, 담녹색(淡綠色)의 청자유(靑磁釉)를 전면에 발랐으나 곳곳에 뭉쳐져 있는 백태청자(白胎靑磁)로 조선청자의 특징이기도 하다. 이러한 백태청자는 15세기 중반부터 17세기 중반 경까지 광주(廣州) 일대의 백자가마에서 제작되었으며, 백자호 등과 형태가 닮았으나 청자유가 씌워진 점이 다를 뿐이다.
《광해군일기(光海君日記)》광해군 8년(1616)에 보이는 "동궁칙용청사기(東宮則用靑沙器)"로서 왕세자가 거처하는 동궁에서 쓰였던 그릇으로 추정된다. 이 백태청자는 광주의 도마리(道馬里) 무갑리(武甲里) 우산리(牛山里) 등의 관영 사기공장에서 16세기경에 제작된 동궁에서 사용한 그릇으로 특별히 제작된 작품으로 그 예가 드물다.

## 참고자료
- 청자 유개항아리 - 국가유산청 국가유산포털

 본 문서에는 서울특별시에서 지식공유 프로젝트를 통해 퍼블릭 도메인으로 공개한 저작물을 기초로 작성된 내용이 포함되어 있습니다.